# Châteauneuf-de-Gadagne
Châteauneuf-de-Gadagne (okzitanisch Gadanha) ist eine französische Gemeinde mit 3495 Einwohnern (Stand 1. Januar 2022) im Département Vaucluse in der Region Provence-Alpes-Côte d’Azur. Sie gehört zum Kanton L’Isle-sur-la-Sorgue im Arrondissement Avignon.

## Geografie
Châteauneuf-de-Gadagne ist ein hochgelegenes Dorf, das als Amphitheater gebaut wurde, 13 Kilometer östlich von Avignon auf einem Hügel.

## Geschichte

### Frühgeschichte und Antike
Gefundene Steinwerkzeuge und Keramikscherben haben gezeigt, dass die Gegend auf dem Hügel in vorgeschichtlicher Zeit als Jagdterritorium diente.
Die römische Besiedlung war nicht von großer Bedeutung. Die Ausgrabungen haben bisher nur eine Grabstele auf dem Plateau von Campbeaux und eine Grabstätte auf der Straße nach Jonquerettes freigelegt, die ans Ende des dritten Jahrhunderts datiert.

### Neuzeit
1720 war die Gemeinde von der Großen Pest betroffen, woraufhin die Einwohner auf dem place de la Pastière eine Kapelle für Saint Roch errichteten.
Am 21. Mai 1854 gründeten Alphonse Tavan, Frédéric Mistral, Joseph Roumanille, Théodore Aubanel, Anselme Mathieu, Paul Giéra und Jean Brunet auf dem Schloss von Font-Ségugne den Félibrige, eine Vereinigung für provenzalische Dichter.

### Einwohnerentwicklung
| Jahr      | 1962 | 1968 | 1975 | 1982 | 1990 | 1999 | 2008 | 2016 |
| --------- | ---- | ---- | ---- | ---- | ---- | ---- | ---- | ---- |
| Einwohner | 1222 | 1349 | 1678 | 2021 | 2636 | 2876 | 3238 | 3304 |

## Wappen und Devise
Das Wappen zeigt auf rot-gold-gestreiftem Hintergrund ein silbernes Wappenschild mit zwei roten Sternen (oder Rosen), die durch ein goldenes Band mit schwarzem Rand getrennt sind.
Die Devise lautet: L’obstacle augmente mon ardeur („Das Hindernis verstärkt meinen Eifer“).

## Sehenswürdigkeiten
- Schloss Font-Segugne. Wohnsitz von Alphonse Tavan und Gründungsort der Félibrige im Jahr 1854.
- Kirche Saint-Jean-Baptiste
- Kreuz
- Überreste einer Festung mit alten Pforten
- Kriegerdenkmal für Ersten Weltkrieg
- Kapelle gewidmet für Saint-Roch

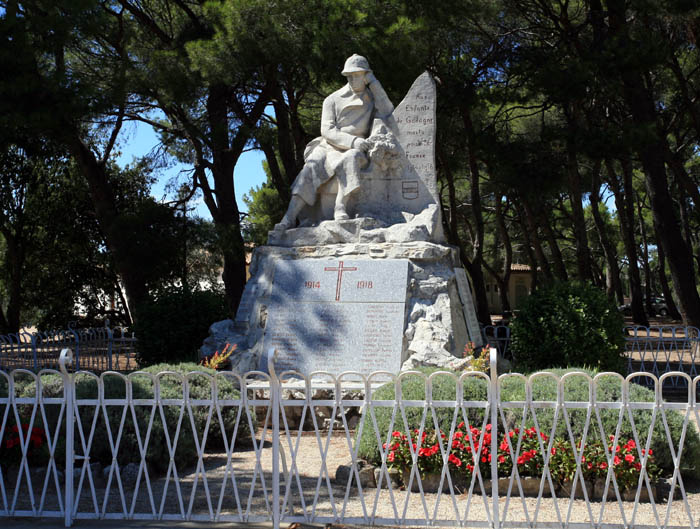
Kriegerdenkmal
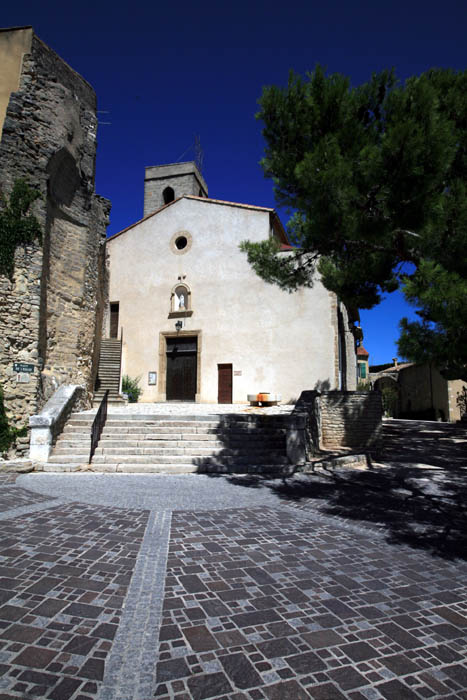
Kirche Saint-Jean-Baptiste
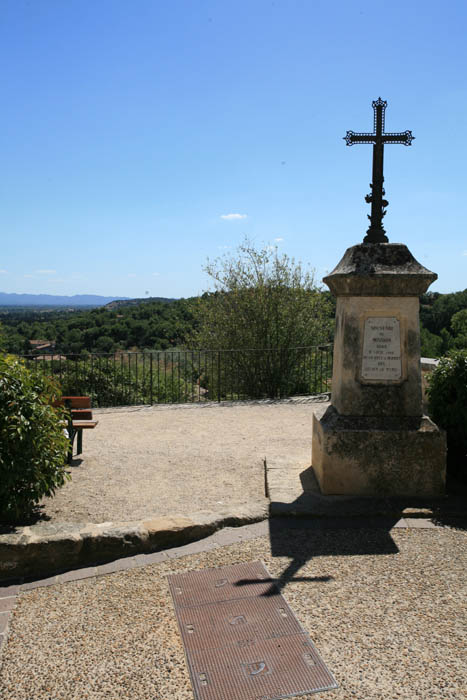
Kreuz
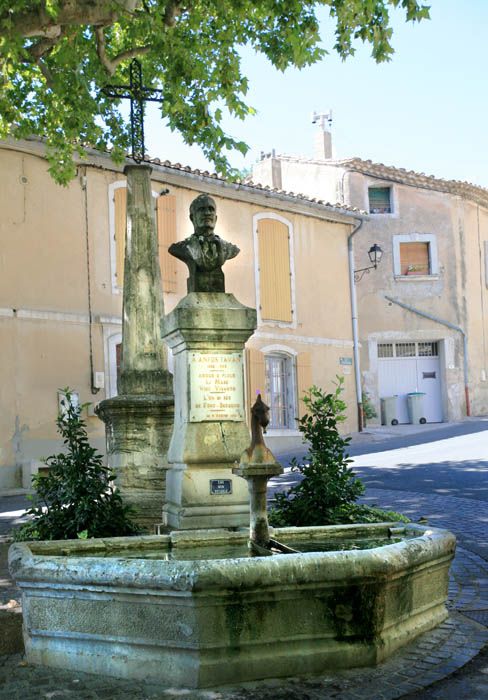
Denkmal für Alphonse Tavan